# اوندژی لینگر
اوندژی لینگر (چکی: Ondřej Lingr؛ زادهٔ ۷ اکتبر ۱۹۹۸) بازیکن فوتبال اهل جمهوری چک است.
از باشگاه‌هایی که در آن بازی کرده است می‌توان به باشگاه فوتبال اسلاویا پراگ و باشگاه فوتبال فاینورد اشاره کرد.
وی همچنین در تیم‌های ملی فوتبال زیر ۲۱ سال جمهوری چک، و جمهوری چک بازی کرده است.